# Tagged value
Il Tagged value rappresenta uno dei meccanismi d'estensione della semantica UML, grazie al quale è possibile definire, per entità di modello, proprietà specifiche relative al dominio che si sta rappresentando.
Scendendo più nel dettaglio, il tagged value è formato da una coppia (Tag, Valore) che, una volta associata ad un'entità di modello, determina una nuova proprietà, comune a tutti gli oggetti di tale tipo. Ad esempio, un'entità di modello denominata "persona" potrebbe avere un tag denominato "età" con il valore di "42".